# Tethysbaena somala.
Tethysbaena somala. är en kräftdjursart som först beskrevs av Chelazzi och Messana 1982.  Tethysbaena somala. ingår i släktet Tethysbaena och familjen Monodellidae. Inga underarter finns listade i Catalogue of Life.